# Gare de Sijsele
La gare de Sijsele est une gare ferroviaire, fermée, de la ligne 58, de Gand à Bruges, via Eeklo située près centre de Sijsele sur la commune de Damme, province de Flandre-Occidentale en Région flamande, en Belgique.

## Situation ferroviaire
La gare de Sijsele se trouvait au point kilométrique (PK) 41,6 de la ligne 58, de Gand à Bruges, via Eeklo entre la gare de Donk et la halte d’Assebroek.

## Histoire
La Compagnie du chemin de fer d'Eeclo à Bruges met en service le 22 juin 1863 la section de Maldegem à Bruges rendant cette ligne parcourable dans sa totalité. Elle comprend une gare à Sysseele. Elle est renommée Sijsele en 1938.
Le 26 février 1959, la SNCB supprime les trains de voyageurs entre Eeklo et Bruges et désaffecte la section entre Assebroek et Sijsele. Jusqu'en 1962, des trains militaires circuleront jusque Sijsele ; les voies sont rapidement démontées par la suite.

## Patrimoine ferroviaire
Le bâtiment de la gare est classé depuis 2009 ; il accueille la maison de jeunes Loco.
De style fonctionnel, ce bâtiment symétrique était identique à celui, démoli depuis, de la gare de Steenbrugge.
Il partageait des points communs avec le bâtiment d'origine de la gare de Lichtervelde, remplacé vers 1912.

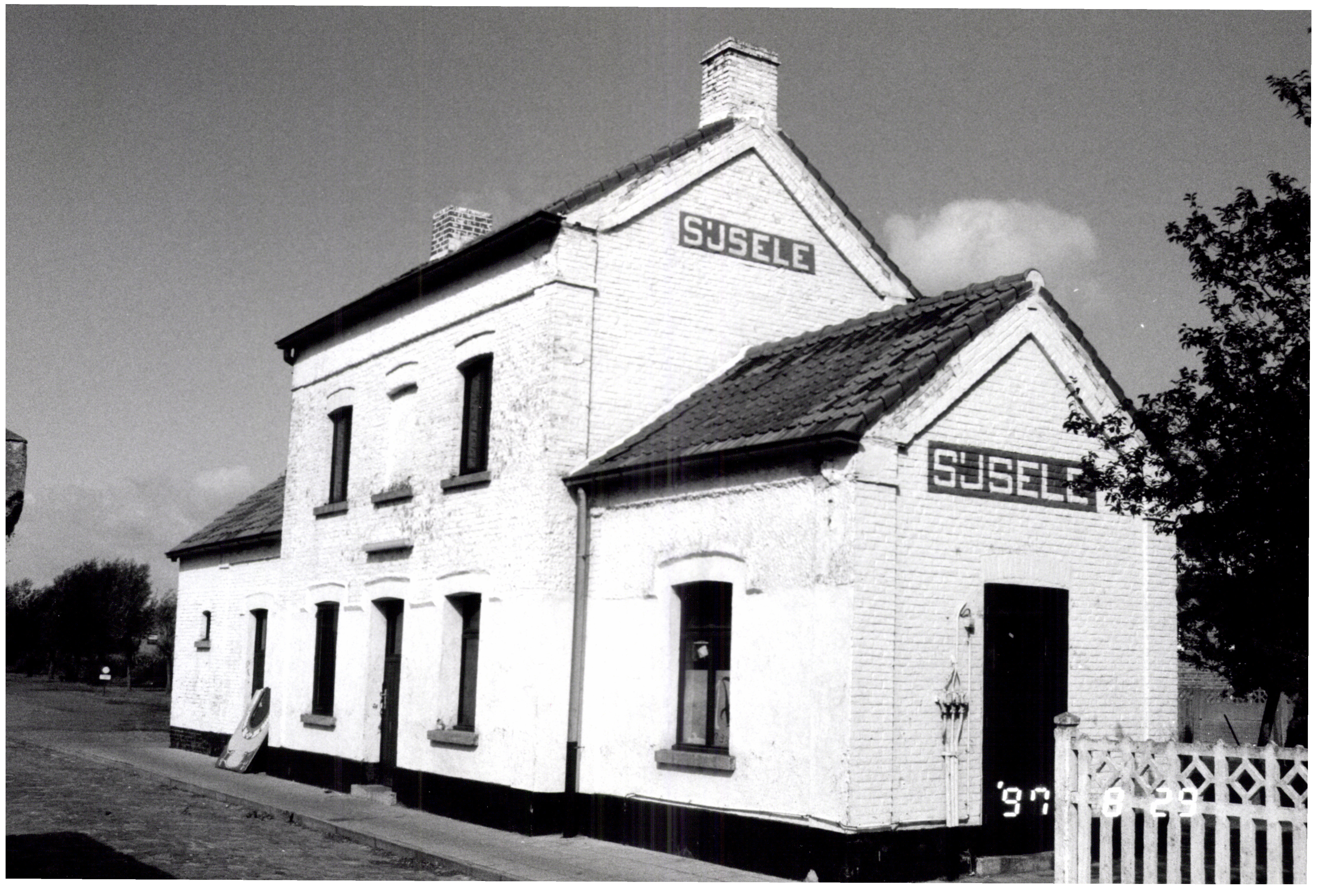
Bâtiment de la gare en 1997 (côté rue).
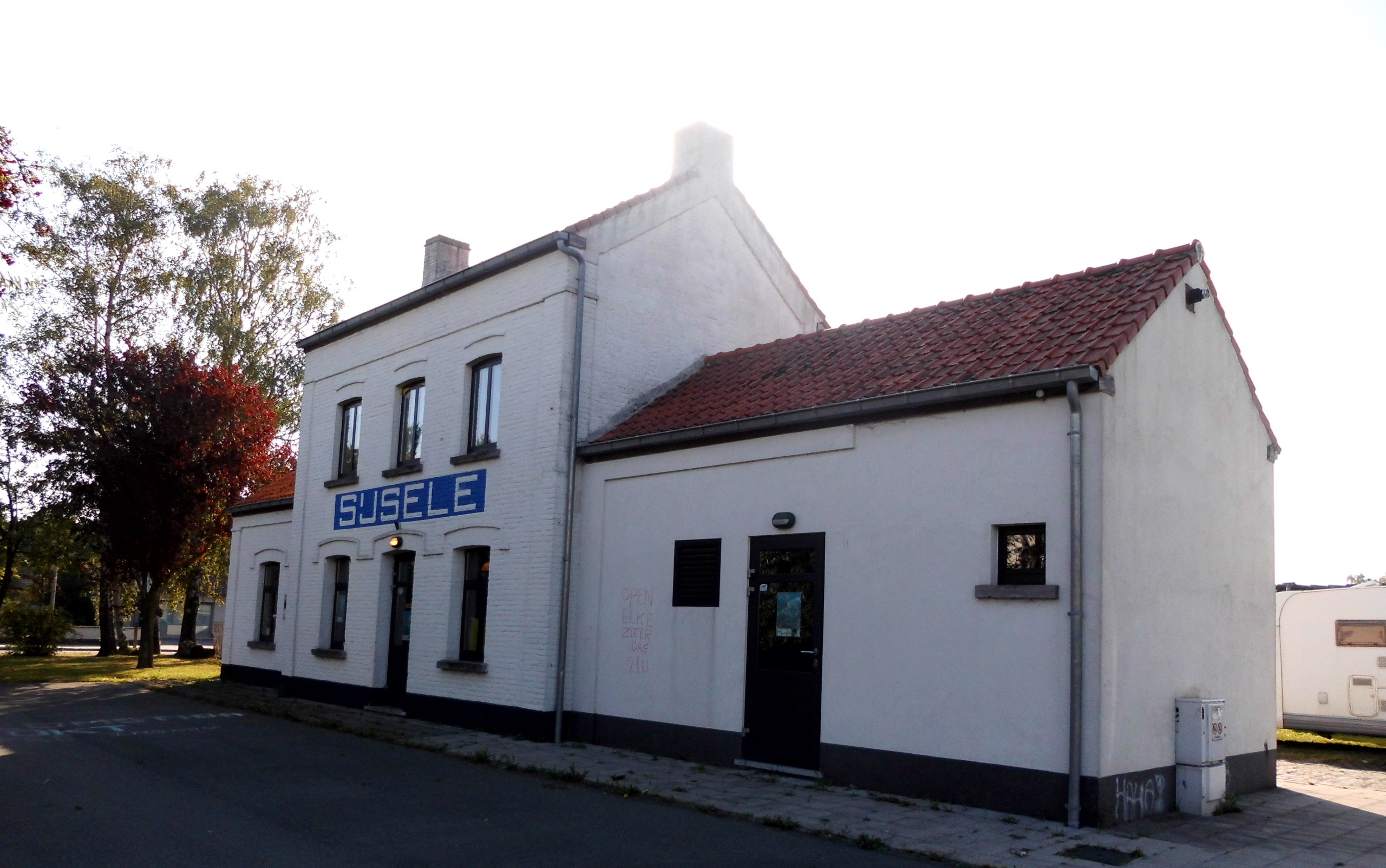
Et en 2016 (côté voie).
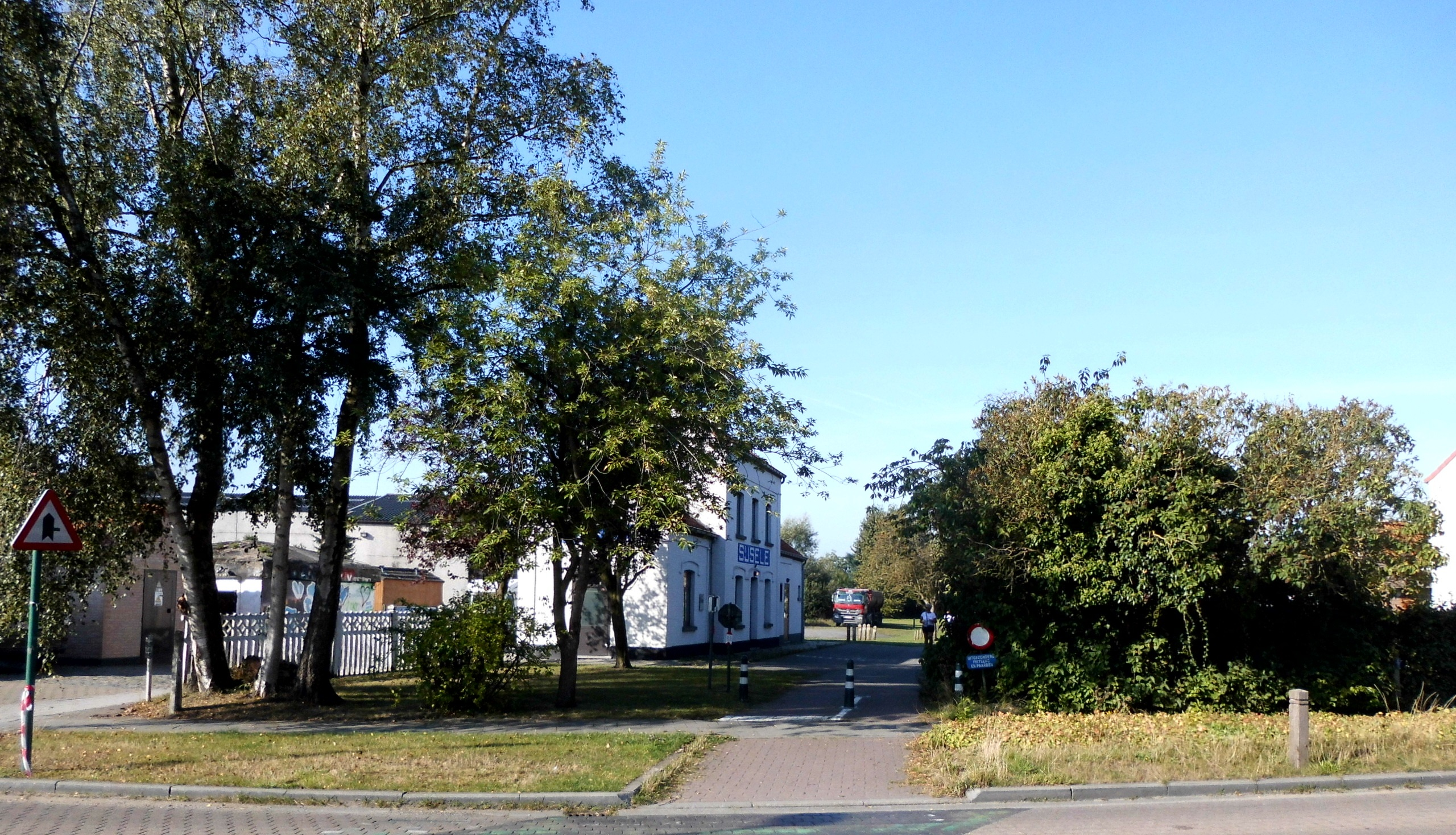
Vue du RAVeL.